# Музей общественного транспорта (Льеж)

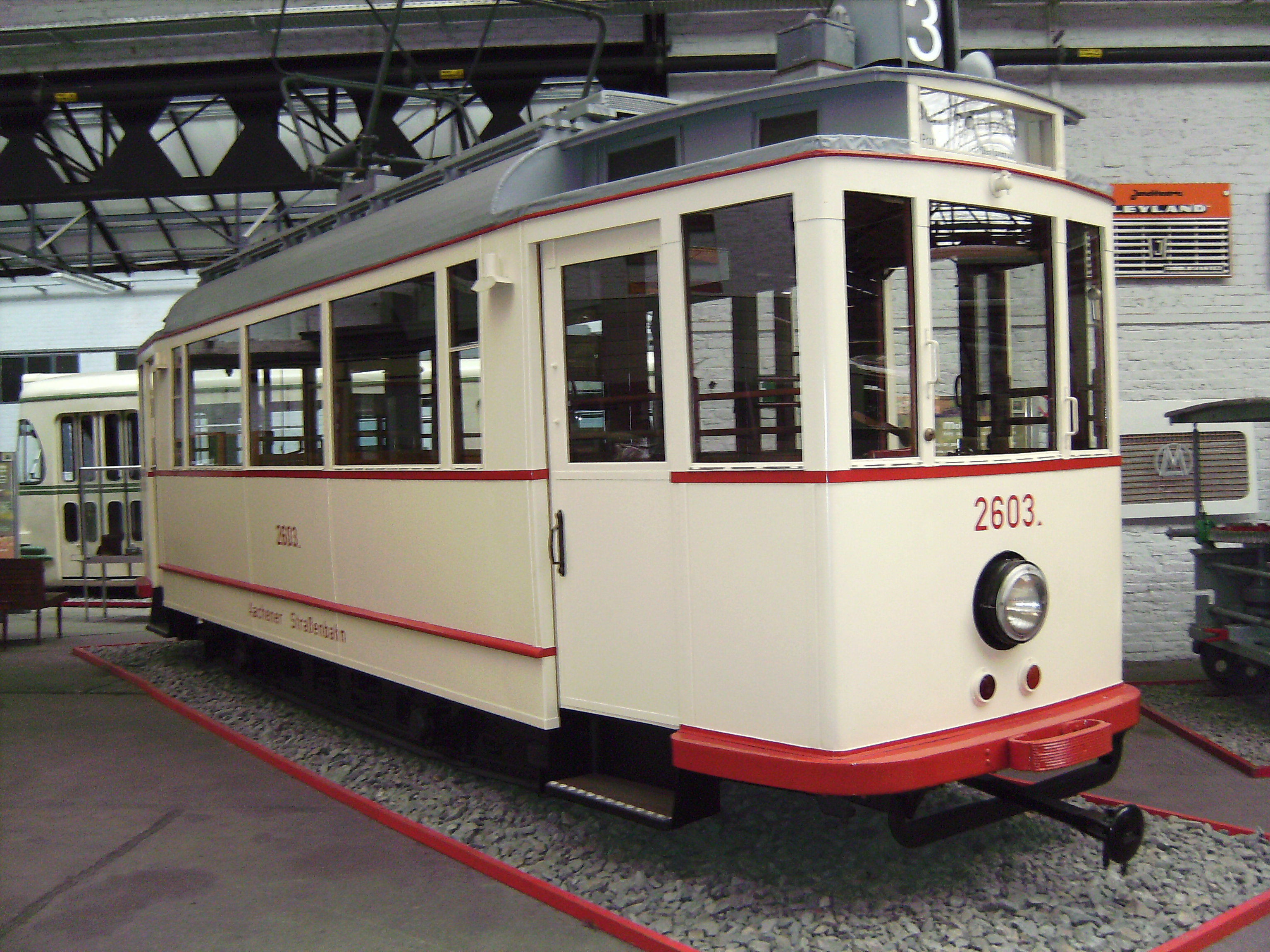
Трамвай из Аахена в льежском музее

Музей общественного транспорта Валлонии (фр. Musée des Transports en commun de Wallonie) расположен в городе Льеже (Бельгия) и посвящён истории общественного транспорта в Льеже и Валлонии с 1875 года (появление в городе конки) и до наших дней. Музей был основан в 1985 году группой любителей общественного транспорта.
Музей расположен в старом отреставрированном трамвайном депо.

## Экспонаты
В коллекции музея — настоящие образцы подвижного состава, работавшего в городе: вагоны конки, трамваи, троллейбусы, автобусы. Кроме транспортных средств, в музее демонстрируются образцы формы работников общественного транспорта, таблички с обозначениями маршрутов и остановок, а также масштабные модели.
Основная часть экспозиции посвящена транспорту Льежа, но в музее также есть экспонаты, связанные с общественным транспортом других городов Бельгии и иных стран.

## Практическая информация
Сезон работы музея — с 1 марта до 30 ноября. Адрес — Rue Richard Heintz, 9 — 4000 Liège